# Шлосбёккельхайм
Шлосбёккельхайм (нем. Schloßböckelheim) — община в Германии, районный центр, расположен в земле Рейнланд-Пфальц. Входит в состав района Бад-Кройцнах. Подчиняется управлению Рюдесхайм. Население составляет 395 человек (на 31 декабря 2010 года). Занимает площадь 4,76 км².

## Население
| Год  | Численность | Численность |
| ---- | ----------- | ----------- |
| 1975 | 458         | [ 4 ]       |
| 2017 | 394         | [ 1 ]       |
| 2019 | 381         | [ 5 ]       |
| 2021 | 390         | [ 6 ]       |
| 2022 | 381         | [ 7 ]       |
| 2023 | 381         | [ 2 ]       |